# 白色纽扣
白色纽扣是一个南斯拉夫摇滚乐团，于1974年在萨拉热窝成立。该乐团是南斯拉夫社会主义联邦共和国最著名的乐团之一，亦是南斯拉夫流行音乐的代表乐团之一。
这一乐团的名称来自其专辑《如果我是一个白色纽扣》。